# К-52 (1960)
К-52 — советская атомная подводная лодка проекта 627А «Кит», заводской № 283. Находилась в строю в 1960—1987 годах, входила в состав Северного флота.

## История
Заложена 15 октября 1959 года на стапеле цеха № 42 Северного машиностроительного предприятия. Спущена на воду 28 августа 1960 года. С 10 сентября по 20 октября 1960 года на лодке были проведены швартовные испытания оборудования и механизмов. Совместные ходовые испытания проводились в период с 3 ноября по 10 декабря 1960 года. 10 декабря 1960 года Государственная комиссия подписала акт о завершении государственных испытаний К-52.
Включена в состав Северного флота 23 декабря 1960 года, зачислена в состав 206-й отдельной бригады подводных лодок с местом базирования в Западной Лице. Первым командиром К-52 был назначен капитан 2 ранга Рыков В. П. В январе 1961 года лодка была переведена в состав 3-й дивизии подводных лодок в связи с переформированием 206-й бригады.
В течение 1961 года К-52 совершила 5 выходов в море, пройдя в подводном положении 13105 морских миль. В один из этих выходов, в апреле 1961 года совершала плавание под паковыми льдами в районе Земли Франца-Иосифа и острова Шпицберген.
С 4 по 10 апреля 1962 года К-52 приняла участие в учениях Северного Флота «Завеса», во время которого на лодке произошёл разрыв на патрубке парогенератора правого борта. В штормовых условиях, в надводном положении ПЛА вернулась на базу, используя АЭУ левого борта. В результате аварии на лодке резко ухудшилась радиационная обстановка, что привело к переоблучению экипажа.
Во втором полугодии 1962 года и с октября 1965 года по февраль 1967 года К-52 находилась в ремонте.
В кампанию 1967 — 1969 годов К-52 совершила 3 автономных похода на боевую службу общей продолжительностью 185 суток. С 4 по 8 мая 1967 года лодка принимала участие в обеспечении съёмок фильмов по заказу ВМФ СССР, изображая подводную лодку К-3 во время её похода на Северный полюс. Осенью 1967 года при выполнении К-52 задачи автономной боевой службы в Средиземном море произошло столкновение с ПЛАРБ ВМС США «Мэдисон». 18 июня 1969 года при нахождении лодки в море произошло затопление необитаемых помещений реакторного отсека морской водой.
В период с декабря 1969 года по декабрь 1972 года К-52 проходила средний ремонт и модернизацию с заменой парогенераторов.
В кампанию 1973 — 1984 годов К-52 выполнила 8 автономных походов на боевую службу общей продолжительностью 295 суток. В 1974 году в составе дивизии вошла в состав 11-й флотилии подводных лодок КСФ с местом базирования в Гремихе. 15 июля 1977 года при нахождении в море на лодке было обнаружено засоление второго контура атомной силовой установки из-за течи трубной системы главного конденсатора левого борта. Личный состав устранил неисправность в море.
В 1985 — 1986 годах лодка отрабатывала задачи боевой подготовки в море и на базе. 16 сентября 1986 года по техническому состоянию корпуса и электромеханического оборудования приказом Главкома ВМФ СССР К-52 была выведена в резерв II категории. С 9 октября 1986 года по 12 сентября 1987 года лодка проходила средний ремонт на судо-ремонтном заводе № 10.
В конце 1987 года на основании приказа Министерства обороны СССР К-52 была выведена из состава ВМФ.
Всего с момента спуска на воду К-52 прошла 236804 морских миль за 26366 ходовых часов.
С 1986 года по 1996 год лодка находилась в пункте временного хранения на плаву. В 1996 — 1997 годах после демонтажа реакторных отсеков К-52 была утилизирована.

## Командиры
1. Рыков Валентин Павлович (июнь 1958 года — октябрь 1962 года)
2. Гринчик Евгений Николаевич (октябрь 1962 года — сентябрь 1966 года)
3. Борисенко Виталий Дмитриевич (сентябрь 1966 года — октябрь 1973 года)
4. Гаврилов Валерий Владимирович (октябрь 1973 года — декабрь 1975 года)
5. Богомолов Валерий Иванович (декабрь 1975 года — апрель 1978 года)
6. Кузнецов (апрель 1978 года — сентябрь 1978 года)
7. Афонин Вячеслав Иванович (сентябрь 1978 года — январь 1986 года)
8. Сыроежко Николай Васильевич (январь 1986 года — 1992 год)